# Liste der von der Swissair verwendeten Flugzeuge und Flugzeugtypen
Dieser Artikel behandelt die von der ehemaligen Luftverkehrsgesellschaft Swissair verwendeten Flugzeuge und Flugzeugtypen.
| Flugzeug                         | Anzahl                      | von      | bis        | Anmerkungen |
| -------------------------------- | --------------------------- | -------- | ---------- | --- |
| Fokker VII a                     | 1                           | 1931     | 1950       | Die Maschine war zwischen 1931 und 1950 im Europa-Einsatz. Anfängliches Luftfahrzeugkennzeichen CH-157. Die Fokker F VIIa kam 1927 als CH-157 zur Balair, 1931 zur Swissair. Sie wurde anfänglich hauptsächlich auf der Poststrecke Dübendorf – Le Havre – Cherbourg eingesetzt. 1933 Austausch des 420 PS Jupiter Motors gegen 500 PS Wright Cyclone. 1934 neues Kennzeichen HB-LBO. Im Winter 1938/39 wurde der 720 PS Cyclone Reserve Motor der 1936 am Rigi verunglückten Clark HB-ITU montiert, der Hecksporn durch das Heckrad der Clark ersetzt und die Haupträder mit Palmer Bremsen ausgerüstet, die 8 Passagiere Korbsessel mit 10 neuen Sitzen ausgetauscht. 1939–1948 Schul-, Rund- und Keuchhustenflüge. 1948 zu Farnerwerke Grenchen. 1950 ausser Betrieb genommen und im Bider Hangar Bern-Belp eingelagert. 1966 durch das Fokker Team restauriert. Seit 1972 im Verkehrshaus der Schweiz ausgestellt |
| Fokker VII b                     | 8                           | 1931     | 1935       | dreimotorige Version, übernommen von Ad Astra Aero und Balair; CH-193 1931 während Betankung in Paris Le Bourget abgebrannt; CH-192 wurde 1934 an die abessinische Regierung verkauft und nach Addis Abeba überführt; HB-LAK 1935 nach Notlandung in Promasens für Ersatzteile zerlegt; die restlichen fünf Maschinen wurden 1935 an die italienische Ala Littoria verkauft |
| Dornier Merkur                   | 2                           | 1931     | 1931       | übernommen von Ad Astra Aero; wurden aber nie im Linienbetrieb eingesetzt |
| Messerschmitt M18 d              | 1                           | 1931     | 1938       | hatte eine spezielle Vorrichtung für Luftaufnahmen, in erster Linie für Rund-, Alpen- und Sonderflüge eingesetzt |
| Comte AC-4                       | 1                           | 1931     | 1947       | übernommen von Ad Astra Aero, in erster Linie für Rund-, Alpen- und Sonderflüge eingesetzt. Das erste in Serie gebaute Flugzeug der Schweiz und zudem das älteste noch fliegende Flugzeug im Originalzustand in Europa. Wegen ihrer gutmütigen Flugeigenschaften und der geschlossenen Kabine bekam sie den Übernamen «Gentleman». Wurde 1947 an eine Privatperson in Deutschland verkauft. Für das 1981 anstehende 50-Jahr-Jubiläum kaufte die Swissair die Maschine wieder zurück und wurde als HB-IKO registriert. Ab 2002 im Besitz der SR Technics. Seither als Geschenk im Verkehrshaus der Schweiz, Lager Rain LU |
| Lockheed 9 Orion                 | 2                           | 1932     | 1936       | schnellstes Verkehrsflugzeug seiner Zeit; beide an die spanische Regierung verkauft, wurden im Spanischen Bürgerkrieg eingesetzt |
| Clark GA-43                      | 2                           | 1934     | 1936       | erstes Ganzmetallflugzeug in der Swissair-Flotte; erstes Flugzeug mit Funksprechanlage; zehn Passagierplätze; HB-LAM wurde 1936 an die spanische Regierung verkauft und wurde im Spanischen Bürgerkrieg eingesetzt; HB-ITU war zuvor durch einen Absturz an der Rigi verloren gegangen |
| Curtiss AT-32C Condor            | 1                           | 1934     | 1934       | erster Doppeldecker in der Flotte mit 15 Passagierplätzen und erstmals mit Flugbegleiterin betrieben; nach bloss drei Monaten Einsatz in Wurmlingen abgestürzt |
| Douglas DC-2                     | 6                           | 1935     | 1952       | gebaut in Lizenz von Fokkerwerken; Platz für 14 Passagiere; erstes Flugzeug in der Flotte mit schalldichter Kabine; HB-ITI musste nach einer Bruchlandung in Dübendorf abgeschrieben werden. HB-ISA wurde im gleichen Jahr nach Spanien verkauft und flog für Iberia und die spanische Luftwaffe; HB-ITA wurde 1939 in Frankreich nach Absturz zerstört; HB-ISI wurde 1944 in Stuttgart nach einem Bombenangriff zerstört. Die restlichen zwei Maschinen (HB-ITE und ITO) wurden zuletzt für Rundflüge eingesetzt und 1952 an die südafrikanische Phoenix Airlines verkauft |
| Junkers Ju 86 B-0                | 2                           | 1936     | 1939       | 10 Passagierplätze; ursprünglich mit Jumo-Dieselmotoren ausgerüstet; HB-IXI schied nach Bruchlandung im August 1936 aus der Flotte aus und wurde durch die HB-IXE ersetzt, die später mit neuen BMW-Motoren ausgerüstet wurde; mit neuem Kennzeichen HB-IXA nach Absturz im Juli 1939 abgeschrieben |
| De Havilland DH.89 Dragon Rapide | 3                           | 1937     | 1954       | zweimotoriger Doppeldecker für sechs Passagiere; erstes britisches Flugzeug der Flotte; übernommen von der Ostschweizerischen Aero-Gesellschaft. Wurde mehrheitlich als Verbindungsflugzeug, für kleinere Materialtransporte und für Rundflüge eingesetzt |
| Douglas DC-3                     | 16                          | 1937     | 1969       | 21 Passagierplätze in 2/1 Bestuhlung, nach Einführung der Touristenklasse auf 26 erweitert. Die ersten zwei Maschinen wurden im Juni 1937 nach Cherbourg verschifft und danach in die Schweiz überflogen. Die 1938 angeschaffte HB-IRO wurde erstmals mit einer Flügelenteisungsanlage ausgerüstet. Die zwei ersten Maschinen wurden 1938 nachträglich mit leistungsstärkeren Wright-Cyclone G-102-A Motoren ausgerüstet. HB-IRU wurde 1940 an die A/B Aerotransport verkauft. Nach dem Weltkrieg wurden zwei fabrikneue Maschinen angeschafft (HB-IRB und IRC) sowie drei Dakotas mit Typbezeichnung C-47-B-5-DK aus amerikanischen Armeebeständen übernommen (HB-IRD, IRF und IRG). Vier weitere Dakotas kamen etwas später dazu: HB-IRL, M, N und X. Letztere nach der Übernahme der ALPAR. HB-IRD musste 1950 zur Sicherung der Liquidität an die Israelische Luftwaffe verkauft werden. Die vier ältesten Maschinen (HB-IRA, E, I und O) wurden 1955 in die USA verkauft und flogen für Ozark Airways. Die verbleibenden Maschinen wurden ab Ende der 1950er Jahre vorwiegend zu Schulungszwecken und vereinzelt für den Zubringerdienst eingesetzt. HB-IRK stürzte 1957 bei einem Schulungsflug zwischen Romanshorn und Arbon in den Bodensee. HB-IRF und G wurden 1960 an die spanische Spantax verkauft. Um den technischen Betrieb zu entlasten, wurden die verbliebenen Maschinen ab 1960 von einer Drittfirma gewartet. HB-IRL wurde 1961 nach Katanga, Kongo verkauft und HB-IRM im selben Jahr nach Marokko. Die letzten Einheiten dienten bis 1969 als Schulungsflugzeuge. HB-IRC wurde nach Südafrika verkauft und flog für Protea Airways als ZS-FRJ. Danach für Swazi-Air als 3D-ABI. Später noch bei der Air Force of Zimbabwe als R7310. Ab 1991 in Harare abgestellt. HB-IRN wurde an das Verkehrshaus der Schweiz geschenkt, wo sie heute noch ausgestellt ist. HB-IRX ging an Ethiopian Airlines mit der Immatrikulation ET-ADC. Am 31. Mai 1976 in Massaua nach Explosion durch Feuer zerstört |
| de Havilland DH.98 Mosquito      | 1                           | 1945     | 1945       | von der Schweizer Armee übernommen, um Postflüge durchzuführen. Wurde auch zum Pilotentraining verwendet. Ging nach Kriegsende wieder zurück an die Armee. War ursprünglich von der Schweizer Armee interniert worden, nachdem die Maschine 1942 in Bern-Belp notlanden musste |
| Douglas DC-4                     | 5                           | 1946     | 1959       | erstes 4-motorige Flugzeug der SR mit 55 Passagierplätzen; HB-ILA, ILE, ILO und ILI wurden fabrikneu erworben. Erstes Langstreckenflugzeug der Swissair, das über den Atlantik flog. HB-ILE musste 1950 nach einer Bruchlandung in Sydney, NS abgeschrieben werden, HB-ILO ein Jahr später nach Bruchlandung in Amsterdam. Als Ersatz wurde 1952 eine gebrauchte Maschine von Pan Am angeschafft und als HB-ILU in den Dienst gestellt. HB-ILI wurde 1958 an die Syrian Airways verkauft. Die letzten zwei Flugzeuge (HB-ILA und HB-ILU) wurden 1959 an Balair verkauft. Die ehemalige HB-ILA stürzte ein Jahr später im Djebel Marr Gebirge im Sudan ab. Die Maschine «Unterwalden» mit dem Kennzeichen HB-ILU verliess die Schweiz 1969, kehrte kurz 1987 zurück und steht heute als Luftbrückendenkmal in Frankfurt. |
| Mraz M-65 Cap                    | 1                           | 1948     | 1950       | tschechische Lizenzversion der Fieseler Storch. Wurde für Photo- und Funkmessflüge verwendet. Im Oktober 1950 an Lindt & Sprüngli verkauft |
| Nord 1000                        | 1                           | 1948     | 1953       | französische Version der Messerschmitt ME-108 Taifun. 4-plätziges, einmotoriges Verbindungsflugzeug. Wurde an das Eidgenössische Luftamt verkauft |
| Convair CV-240                   | 8                           | 1949     | 1957       | Zweimotoriges Kurzstreckenflugzeug mit 40 Passagierplätzen in 2/2 Bestuhlung. Erstes Flugzeug der Swissair mit Druckkabine. HB-IRP, S, T und V wurden fabrikneu geliefert und ab April 1949 Im Europaverkehr eingesetzt. Drei weitere Maschinen (HB-IRW, X und Y) wurden 1953 von KLM übernommen. HB-IRW nach Notwasserung im Ärmelkanal im folgenden Jahr abgeschrieben. Als Ersatz wurde eine weitere Maschine (HB-IMA) von KLM übernommen. Alle Maschinen wurden 1956 an die amerikanische Mohawk Airlines verkauft, wobei zwei Maschinen noch bis 1957 zurückgemietet wurden. HB-IMA flog später noch für Trans Florida Airlines. |
| Douglas DC-6B                    | 8                           | 1951     | 1962       | ausgelegt für 69 Passagiere. Erstes Langstreckenflugzeug mit Druckkabine. HB-IBA und HB-IBE wurden vom Bund gekauft und bis 1955 an die Swissair vermietet, bevor sie in deren Besitz übergingen; sie waren ab 1951 auf der Paradestrecke nach New York im Einsatz. HB-IBE wurde am 10. Mai 1952 von einer Stratocruiser der Pan Am am Flughafen Idlewild (später John F. Kennedy International Airport) gerammt und erheblich beschädigt und fiel mehrere Wochen aus. Die dritte DC-6 (HB-IBI) wurde Ende 1952 in den Dienst gestellt und war bereits mit Slumberette-Bestuhlung und Betten ausgerüstet. Drei weitere fabrikneue Maschinen (HB-IBO, U und Z) wurden 1953 geliefert. Ab 1956 wurden alle Maschinen mit Bordradaranlagen nachgerüstet. Ab 1960 wurden die DC-6 auch im Europaverkehr eingesetzt. HB-IBC wurde 1961 an LAB nach Bolivien verkauft wo sie als CP-707 am 15. März 1963 in Peru abstürzte. HB-IBZ wurde im gleichen Jahr an Balair verkauft und flog später noch als 9T-TLB in der Luftwaffe von Zaire. 1962 wurde die restlichen Maschinen verkauft: Drei gingen an Sterling Airways: HB-IBA wechselte danach noch mehrmals den Besitzer – unter anderem war sie als Löschflugzeug in Kalifornien im Einsatz; der letzte war Everts Air Fuel in Fairbanks, Alaska. HB-IBI musste nach einer Bruchlandung am 13. April 1963 in Kopenhagen abgeschrieben werden und HB-IBE ereilte das gleiche Schicksal am 23. Dezember 1967 auf dem Flughafen Göteborg/Torslanda. HB-IBO wurde zunächst an Finlantic vermietet, bevor sie 1963 an Olympic verkauft wurde. HB-IBU wechselte zur Balair und flog später humanitäre Einsätze im Biafra-Krieg. Später wurde sie an Span East Airlines in Florida verkauft, darauf an Lukas Air als 9Q-CVM und ist nun seit Jahren in Kinshasa am Verrotten |
| Convair CV-440 Metropolitan      | 12                          | 1956     | 1968       | Weiterentwicklung der Convair CV-240 mit einer Reichweite von rund 3000 Kilometern. Erstes Flugzeug der Swissair mit Wetterradar, das es ermöglichte, Schlechtwetterzonen frühzeitig und bei Nacht zu erkennen und auszuweichen. Die Triebwerke waren identisch mit denjenigen der DC-6B. Die ersten sieben Maschinen (HB-IMB, C, F, G, H, K und L) wurden 1956 in Dienst gestellt. Eine Maschine (HB-IMD) verunfallte beim Ablieferungsflug in der Nähe von Shannon. Vier weitere Einheiten (HB-IMM, N, P und R) kamen 1957 hinzu. Nach Einführung der DC-9 wurden die Maschinen schrittweise verkauft: HB-IMC ging 1966 an Martinair, wurde später zu einer Convair CV-640 umgebaut und an Redwing Airways (Century Airlines) veräussert. HB-IMH wurde ebenfalls 1966 verkauft und flog danach als HR-SAP, später CP-1314. HB-IMR wurde 1966 an die Deutsche Luftwaffe verkauft und flog später für Pan Adria (Transadria, Croatia Airlines) als YU-ADV, wo sie 1971 bei einer Bruchlandung verloren ging. 1967 verkleinerte sich die Flotte um zwei weitere Einheiten: HB-IMF stürzte am 10. Februar 1967 während eines Schulungsfluges an der Lägern ab. HB-IMB wurde wie die HB-IMR an die Deutsche Luftwaffe verkauft und flog später ebenfalls für Pan Adria (Transadria, Croatia Airlines) als YU-ADU und später noch für Aero Leon in Mexico als XA-HEK; sie zerschellte in den 80er Jahren in der Nähe von Oaxaca an einem Berg. 1968 verliessen die letzten Einheiten die Flotte: HB-IMG und HB-IMK flogen danach für Great Lakes Airlines als CF-GLC (später C-FGLC), respektive CF-GLD (später C-FGLD), Zweitere ging danach an Key Airlines. HB-IML ging vorerst an SAHSA nach Honduras als HR-SAU, danach flog sie für San Francisco Aervicios Aereos (CP-1332) und North East Bolivian Airways. Seither im La Paz abgestellt. HB-IMM ging an SATA, wurde zu einer Convair CV-640 umgebaut und am 17. Juli 1973 nach einem Landeunfall in Tromso schwer beschädigt und verschrottet. |
| Douglas DC-7C Seven Seas         | 5                           | 1956     | 1962       | Erstes Flugzeug der Swissair, das Nonstop-Atlantiküberquerungen ermöglichte. Die ersten zwei Einheiten (HB-IBK und L) wurden Ende 1956 geliefert. Zwei weitere im Sommer 1957 (HB-IBM und N) und waren alle bereits mit Bordradar ausgerüstet und verfügten über neuartige Verbundtriebwerke. 1958 stiess HB-IBP als letzte je gebaute DC-7 zur Flotte hinzu. Nach der Ablieferung der ersten DC-8 wurden die DC-7 auch im Europaverkehr eingesetzt. HB-IBL und IBN wurden 1960 an die amerikanische Riddle Airlines verkauft und zu Frachtern umgebaut. HB-IBP ging 1961 an SAS (SE-CCH), flog später noch für Japan Airlines als JA6306, für Spantax als EC-BBT und ist heute in El Berriel, Gran Canaria ausgestellt. HB-IBK wurde 1962 an die SAS verkauft und flog als LN-MOG, danach als F-ZBCA für die französische Luftwaffe und ist heute im Musée de l’air in Paris-Le Bourget ausgestellt. HB-IBM ging an Riddle Airlines und wurde zu einem Vollfrachter umgebaut |
| Scottish Aviation Twin Pioneer   | 1                           | 1957     | 1957       | Vom Hersteller für drei Monate gemietet, um Zubringerflüge nach hochgelegenen Flugplätzen mit kurzen Landebahnen durchzuführen (Zermatt, St. Moritz, Davos). Behielt das englische Luftfahrzeugkennzeichen G-AOEO und hatte deswegen den Swissair-Pfeil anstelle des Schweizer Kreuzes auf dem Heck. Das Flugzeug genügte den technischen und wirtschaftlichen Erfordernissen für einen Dauerbetrieb nicht, weshalb man auf einen Kauf verzichtete. |
| Douglas DC-6A Cargoliner         | 1                           | 1958     | 1961       | HB-IBB; reines Frachtflugzeug mit fensterloser Kabine und grossem Frachttor; mehrheitlich auf dem Nordatlantik eingesetzt. Da die DC-8 über genügend Frachtkapazität verfügte, wurden die reinen Frachtflüge obsolet und die Maschine 1961 an World Airways verkauft (N45501). Flog später noch als HC-ATB für Transair Cargo Services |
| Sud Aviation SE210 Caravelle     | 8                           | 1960     | 1971       | Das erste gelieferte Jetflugzeug der Swissair. Das Flugzeug war für 80 Passagiere konzipiert und für den Europa- und Mittelmeerverkehr bestimmt. Mit einer Nutzlast von über 8 t und einer Reisegeschwindigkeit von 830 km/h war eine Reichweite von 2800 Kilometer möglich. Die ersten vier Maschinen wurden 1960 an SAS geliefert (HB-ICW, X, Y und Z) und an Swissair vermietet. 1962 wurde die Caravelle-Flotte verdoppelt, indem HB-ICS, T, U und V dazustiessen. HB-ICV stürzte am 4. September 1963 bei Dürrenäsch ab. Als Ersatz wurde von Air France ab 1964 eine Maschine (HB-ICR) gemietet. Nach Ablieferung der DC-9-32 verliessen ab 1969 erste Einheiten die Flotte: HB-ICW ging an Transavia als PH-TRO und wurde 1976 verschrottet, wobei das Cockpit im Aviodrome Museum ausgestellt ist. HB-ICY ging ebenfalls an Transavia als PH-TRP. Flog danach noch für Tunis Air und wurde 1975 verschrottet. Wegen des Verlusts zweier Flugzeuge nach terroristischen Angriffen im Jahre 1970, verblieben die restlichen Einheiten länger als ursprünglich geplant in der Flotte. HB-ICS wurde 1970 an China Airlines verkauft (B-1850) und war noch bis 1979 im Einsatz. HB-ICT ging 1971 ebenfalls an China Airlines (B-1852) und stürzte am 21. November 1971 in der Nähe der Penghu-Inseln ab, nachdem eine Bombe an Bord explodiert war. HB-ICU ging an Sobelair als OO-SBQ, flog später bei Catair und Aerotour als F-BUFH, danach bis 1986 für Inter-Fret in Zaire als 9Q-CZL. HB-ICX ging 1971 an Catair als F-BSRD und danach an China Airlines (B-1854). HB-ICZ ging 1971 an Transavia als PH-TRR und flog noch bis 1975 |
| Douglas DC-8-32                  | 3                           | 1960     | 1967       | Erstes Langstreckenflugzeug der Swissair mit vier Strahltriebwerken. Konzipiert für 132 Passagiere in einer 3/3-Bestuhlung. Bei einer Nutzlast von 16,5 t und einer Reisegeschwindigkeit von max. 885 km/h war die Reichweite 6260 Kilometer. HB-IDA, B und C wurden alle 1960 geliefert. HB-IDB wurde 1964 mit Doppelstromtriebwerken (Fan Jets) ausgestattet und erhielt die Typenbezeichnung einer DC-8-53. HB-IDC wurde 1967 an Südflug verkauft (D-ADIR). Ab April 1973 flog sie als HS-TGU bei Thai Airways und stürzte am 10. Mai 1973 in Kathmandu ab. HB-IDA ging 1968 ebenfalls zu Südflug als D-ADIM, danach zu Thai (HS-TGW) und später Overseas International (N45908), Agro-Air und Aeromar (HI-435). Zuletzt als HK-3178X als Frachter für LAC Columbia |
| Convair CV-880-22M               | 2                           | 1961     | 1962       | HB-ICL und ICM; von General Dynamics als Überbrückung bis zur Auslieferung der Coronados für einige Monate ausgeliehen und mehrheitlich auf den Asien-Strecken eingesetzt. HB-ICM flog später für JAL und verunglückte am 26. August 1966 in Tokyo |
| Convair CV-990 A Coronado        | 8                           | 1962     | 1975       | Vierstrahliges Mittelstreckenflugzeug für 100 Passagiere in 3/2 Bestuhlung und einer Reichweite von etwa 6000 Kilometer; schnellstes Verkehrsflugzeug seiner Zeit. HB-ICA, B, C und D wurden im Januar/Februar 1962 geliefert, HB-ICE im August 1962. Nach umfangreichen Modifikationen wurde die Typenbezeichnung mit einem „A“ erweitert. 1964 kam eine weitere Einheit zur Flotte (HB-ICF). 1966 stiessen zwei weitere Einheiten zur Swissair, die bislang an SAS vermietet waren: HB-ICG und H. Da die Coronados ab 1968 immer öfter im Mittel- und Kurzstreckenverkehr eingesetzt wurden, erhöhte man die Sitzkapazität auf 121 Sitze. HB-ICH wurde ab 1968 an BALAIR vermietet. HB-ICD stürzte am 21. Februar 1970 nach einer Bombe im Laderaum bei Würenlingen ab. Alle restlichen Maschinen blieben bis Ende 1974 im Einsatz und wurden 1975 an Spantax (HB-ICA, E, G und H) und MBB (HB-ICB und F) verkauft. Während die letzteren kurz danach ausser Betrieb genommen wurden, flogen die Spantax Maschinen noch bis 1984 und waren danach Jahre lang in Palma abgestellt und wurden 1994 verschrottet. HB-ICC wurde 1975 an das Verkehrshaus Luzern geschenkt und kann seither im Museum besichtigt werden. Dazu war die Maschine vom Flugplatz Alpnach per Ponton über den Vierwaldstättersee nach Luzern transportiert worden. |
| Douglas DC-8-53                  | 2                           | 1963     | 1976       | Weiterentwicklung der DC-8-32 mit Doppelstromtriebwerken (Fan Jets). HB-IDD „Nidwalden“ stellte nach Abnahme am 30. Oktober 1963 einen neuen Weltrekord auf, indem sie die Strecke Long Beach-Beirut non-stop zurücklegte und dabei eine neue Bestmarke für Verkehrsflugzeuge von 12'700 Kilometer aufstellte. Die DC-8-32 HB-IDB wurde 1963 ebenfalls zu einer -53 umgebaut. Somit konnten lange Interkontinentalflüge wie Zürich-New York zu jeder Jahreszeit und mit voller Zuladung non-stop geflogen werden. HB-IDD wurde am 13. September 1970 in der Nähe von Zarqa in Jordanien von Terroristen gesprengt. Die verbliebene Maschine (HB-IDB) blieb bis 1976 im Einsatz und wurde danach an SATA verkauft und flog später noch als LX-IDB für TAG Aeronautics, Air Algérie und Cargolux. Danach für PIA Pakistan International Airlines und Biman Bangladesh. Später als 5A-DGL und 5A-DJD für African International Airlines. Zuletzt als N3951 für Excelair. Schlussendlich wurde die Maschine 1984 in Brüssel verschrottet. |
| Fokker F-27 Friendship 400       | 3                           | 1965     | 1972       | Von BALAIR im Auftrage der Swissair betrieben und mit BALAIR Schriftzügen versehen. HB-AAV wurde 1965 für die Bedienung von Bern-Belp angeschafft. 1967 kam eine zweite Maschine dazu (HB-AAW), um die Strecke Bern-Paris zu bedienen. 1968 kam mit HB-AAX eine dritte Einheit hinzu. 1971 wurde der Binnenverkehr ab Bern eingestellt. In der Folge wurden die Maschinen veräussert: HB-AAW wurde 1971 verkauft und flog unter verschiedenen Kennzeichen weiter: G-AZFD, A4O-FD (Gulf Air), AP-BBJ, A4O-FD, PH-FKT (Schreiner Airways) und D-AELF (WDL Aviation). Die anderen zwei Maschinen verliessen 1972 die Flotte: HB-AAX flog später als G-CEXD für KLM Cityhopper; HB-AAV als PH-KFD bei NLM und danach in Südamerika als LV-WEL |
| Douglas DC-9-15                  | 5                           | 1966     | 1968       | Als Nachfolger der Metropolitans für Kurzstrecken bestellt. Strahlflugzeug mit zwei Heckmotoren und einer Länge von 31,8 Meter war es ausgelegt für 75 Passagiere und eine Reichweite von 2300 Kilometer. Kurz nach Auslieferung der ersten Einheiten wurde die ursprüngliche Bestellung von 12 Einheiten auf die gestrecktere Version DC-9-32 abgeändert. HB-IFA, B und C wurden 1966 geliefert, während HB-IFD und E 1967 zur Flotte stiessen. Als 1968 die DC-9-32 abgeliefert wurden, wurden die DC-9-15 an den Hersteller zurückgegeben. HB-IFA flog später noch für Dominicana, wurde danach zum Business Jet umgebaut und flog für Forbes Magazine (N60FM), Westinghouse (N901B), Harrah’s Club (Las Vegas) (N120NE), kam 1989 wieder in die Schweiz zurück und erhielt das alte Kennzeichen HB-IFA als sie für Executive Air Transport flog, 1995 wieder zurück in die USA (N120NE), später N911SY bei Royal Sons Inc. und Aircraft Guaranty Corp Trustee und seither in San Antonio in intaktem Zustand abgestellt. HB-IFB flog später für das FAA (N119), danach ging die Maschine an das US Dep. of Justice (N813TL), wo sie als Gefangenentransporter verwendet wurde. Ab 1999 beim US Marshals Service. 2004 wurde sie an Robinson Air Crane verkauft, welche sie nach San Salvador überführte und in Ilopango-San Salvador in intaktem Zustand parkiert. HB-IFC flog später für Hawaiian und ab 1970 für Aeromexico (XA-SOJ) und danach für Aerocalifornia als XA-RRY, bevor sie in Mojave abgestellt und verschrottet wurde. HB-IFD war ab 1969 für Air Panama (HP-505) im Einsatz, danach für Ozark, Texas International und Continental. Ab 1988 ebenfalls bei Aerocalifornia und seit 2006 in Mojave stillgelegt und zerlegt. HB-IFE flog bei Germanair (D-AMOR), Kenya Airways (5Y-AKX), Korean Airlines (HL7205), Hughes AirWest(N1793U), Republic Airways (N9248) und ab 1986 bei Northwest und flog am 12. Januar 2005 den letzten Northwest DC-9-15 Einsatz, bevor sie in Marana stillgelegt und 2011 zerlegt wurde |
| BAC 1-11                         | 3                           | 1967     | 1968, 1970 | Wegen Ablieferungsverzögerungen der DC-9-32 zur Überbrückung im Einsatz. Die erste BAC 111-300 wurde 1967 von British Eagle International Airlines gemietet, behielt aber das ursprüngliche Luftfahrzeugkennzeichen G-ATVH. Diese wurde von der G-ATPK abgelöst und war bis April 1968 im Einsatz. Erstere ist im Museo Nacional Aeronautico y del Espacio in Santiago De Chile ausgestellt und die letztere steht seit 1997 in Benin abgestellt und ist dem Verfall preisgegeben. 1970 wurde nochmals für rund 6 Monate eine Maschine gemietet, diesmal eine BAC 111-500 von British United Airways (G-AWYS), welche 2005 verschrottet wurde |
| Douglas DC-9-32                  | 22                          | 1967     | 1988       | Gestreckte Version der DC-9-15, die erst dank Swissair gebaut wurde. Die SR war somit Erstbestellerin. Mit einer Länge von 36,4 Meter war sie ausgelegt für 95 Passagiere (12F/83Y) und eine Reichweite von 2700 Kilometer (1500 Kilometer bei Standard-Nutzlast). Die ersten Maschinen (HB-IFF und G) wurden Ende 1967 geliefert. 13 weitere Einheiten 1968 (HB-IFH bis P und R bis T). Zwei Einheiten HB-IFX und Y) wurden von Südflug übernommen. 1969 kamen drei weitere Einheiten dazu: HB-IFU, V und W, wobei letztere ein Vollfrachter des Typs DC-9-33F war. 1970 stiessen vier weitere Einheiten zur Flotte: HB-IFZ, HB-IDO, P und R. Die dienstälteste Maschine (HB-IFF) wurde 1976 an Texas International Airlines verkauft (N3505T) und flog später noch für Continental, New York Airlines und Spirit Airlines und wurde schliesslich im August 2000 verschrottet. HB-IFZ wurde 1979 an die Tochtergesellschaft BALAIR verkauft und flog ab 1988 bis 2005 für Northwest als N985US, wurde auf dem Pinal Airpark abgestellt und flog ab 2006 für die Venezolanische Aserca Airlines als YV249T und YV2445, bis sie 2008 ausser Dienst gestellt wurde und seit 2012 in Caracas abgestellt. Nach der Ankunft der MD-81 wurden die 32er DC-9 schrittweise ersetzt: HB-IFI und HB-IFM wurden 1980 an Texas International verkauft. Erstere flog als N532TX bei Texas Int., Continental, Eastern Air Lines und ab 1999 bis 2004 für Southeast Airlines, wo sie in St. Petersburg/Clearwater ausser Dienst gestellt und verschrottet wurde. HB-IFM flog als N531TX ebenfalls für Texas Int., Continental, Eastern, bis sie 1999 in Mojave abgestellt wurde. Flog ab 2000 für die Venezolanische Aeropostal als YV-48C und YV142T und ist seit Dezember 2007 in Caracas abgestellt. 1981 wurden insgesamt 11 Maschinen verkauft: 9 gingen an Texas International (HB-IFL, N, O, P, R, X, Y und IDR) und 2 an New York Airways (HB-IFG und S). 1981 wurden insgesamt 11 Maschinen verkauft: 9 gingen an Texas International (HB-IFL, N, O, P, R, X, Y und IDR) und 2 an New York Air (HB-IFG und S). HB-IFG flog als N543TX und N543NY bei NY Air, ab 1987 bei Continental, danach von 1989 bis 1991 an Eastern Air Lines verleast, später als N17543 bis 1999 zurück an Continental, schlussendlich bei der venezolanischen LASER, wo sie noch bis 2006 im Einsatz war. HB-IFS flog als N536TX bis 1991 abwechselnd für NY Airways und Continental, danach für Spirit Airlines, wo sie 2003 in Fort Worth ausser Dienst gestellt und 2004 nach Tucson zur Verschrottung überführt wurde. HB-IFL flog als N541TX und N541NY bis 1987 für New York Air, danach als N58541 bei Continental, bis sie 1998 in Victorville abgestellt und als Ersatzteilspender verwertet wurde. HB-IFN flog als N545TX bis 1981 bei Texas Int., danach als N545NY bei New York Air und von 1987 bis 1999 bei Continental, danach in San Bernardino abgestellt und 2013 verschrottet. HB-IFO flog als N534TX zunächst für Texas Int., ab 1982 bis 1991 für Continental, danach war sie als N14534 und N923LG von 2000 bis 2001 für Legend Airlines im Einsatz und schliesslich als D2-ERS von 2007 bis 2010 für die angolanische Air Gemini und seit 2004 in Luanda stillgelegt. HB-IFP flog als N535TX für Texas Int., Continental und New York Air, ab 1997 bis 1999 als N17535 für Spirit Airlines, bevor sie 2001 in Mojave verschrottet wurde. HB-IFR flog als N537TX und N43537 ebenfalls für Texas Int., Continental und New York Air und wurde im Jahr 2000 in Mojave zerlegt. HB-IFX flog als N538TX und N12538 für Texas Int., Continental, Eastern Air Lines, danach als ZS-OLN in Südafrika für Million Air Charter, Afrinat Int. Airlines, 1time und ab 2005 für die UNO; seit 2007 in Johannesburg stillgelegt. HB-IFY flog als N544TX und N18544 für Texas Int., Continental, New York Air und ist seit 1999 als YV-1122C für die venezolanische LASER im Einsatz; seit 2004 in Caracas stillgelegt. HB-IDR flog als N542TX und N70542 bis 1990 für Texas Int. und Continental, wurde 1990–2000 in Mojave abgestellt, danach noch bis 2011 für die Aeropostal in Venezuela im Einsatz, seit 2013 in Caracas hangariert, weil für ein Museum vorgesehen. 1982 wurde HB-IFK an die spanische Spantax vermietet und flog als EC-DQP, 1983 an New York Air verkauft wo sie als N539TX, N539NY und N12539 auch noch für Continental bis 1999 im Einsatz war, bevor sie im Jahr 2000 in Mojave zerlegt wurde. 1984 wurde der einzige Vollfrachter der Flotte (HB-IFW) an Airborne Express verkauft wo die Maschine als N931AX bis 2003 flog, bevor sie bis 2007 für ABX Air im Einsatz war. Danach wurde sie an die Südafrikanische Stars Away International verkauft (ZS-DBH) und seit Februar 2014 ist sie als HP-1813UCG für die Uniworld Air Cargo aus Panama als letzte ehemalige Swissair-DC-9 noch im Einsatz. Als 1988 die Fokker 100 zur Flotte stiessen wurden die restlichen fünf DC-9-32 abgestossen: HB-IFH flog als N982US bis 2005 für Northwest, bevor sie 2005 in Marana abgestellt wurde und als Ersatzteilspender ausgeschlachtet wurde. HB-IFU war als N983US bis 2005 für Northwest im Einsatz, wurde in Marana parkiert flog aber ab 2006 als YV248T und dem Taufnamen „Espírito Santo“ für die venezolanische Aserca Airlines und ist seit 2011 in Caracas stillgelegt. HB-IFV flog als N984US bis 2008 für Northwest, danach in Marana abgestellt und 2011 verschrottet. HB-IDO flog als N988US und N986US bis 2005 für Northwest, wurde vorübergehend in Mobile Downtown abgestellt, bevor sie ab 2006 als N215US für USA Jet Airways bis 2013 im Einsatz war, danach in Detroit stillgelegt und 2015 vom Register gelöscht. HB-IDP blieb in Europa und flog als G-PKBE bis 1994 für British Midland mit dem Taufnamen „Excelsior Diamond“, bevor sie ab 1995 als N940VV für ValuJet Airlines und als N840AT für AirTran Airways bis 2003 im Einsatz war, danach in Brownsville/South Padre Island abgestellt, bevor sie 2005 als XA-UDC für die mexikanische Aero California wieder zum Einsatz kam; ist seit 2008 in Tijuana abgestellt |
| Douglas DC-8-62                  | 7                           | 1967     | 1984       | Gestreckte Version der DC-8-53 mit Doppelstromtriebwerken (Fan Jets) und einer Länge von 48 Meter. Sie war ausgelegt für 152 Passagiere (20F/132Y) bei einer Reichweite von 8730 Kilometer (7500 Kilometer bei Standard-Nutzlast). Die erste Maschine (HB-IDE) wurde 1967 geliefert, zwei weitere 1968 (HB-IDF und G). Eine konvertierbare Version (DC-8-62 CF Jet Trader; HB-IDH) stiess ebenfalls 1968 zur Flotte. 1969 kamen zwei weitere Maschinen: HB-IDI und HB-IDK, wobei letztere wiederum eine CF Jet Trader war in kombinierter Passagier-Fracht-Version. 1970 stiess HB-IDL zur Flotte. 1976 wurde die Flotte um eine Einheit reduziert: Jet Trader HB-IDH wurde bis 1978 an Balair vermietet. Danach wurde sie an die Peruanische Luftwaffe verkauft, wo sie als FAP371 und OB-1373 als Präsidentenmaschine eingesetzt wurde. HB-IDE musste am 8. Oktober 1979 nach einer Bruchlandung in Athen abgeschrieben werden. Mit der Auslieferung der neuen A-310 und B-747 im Jahre 1983 schieden die DC-8 aus der Flotte aus: HB-IDF wurde 1983 an die amerikanische Capitol Air verkauft, wo sie als N923CL flog, bevor sie an die kanadische Nationair und als C-GMXY im Einsatz war. Zwischendurch war sie auch für Zambia Airways im Einsatz, bevor sie als N924BV an die amerikanische Buffalo Airways ging, die sie ab 1996 in Smyrna abstellte. Ab 1998 bis 2001 war sie als Frachter bei der luxemburgischen Cargo Lion im Einsatz (LX-TLC), bevor sie von Silk Way Airlines aus Aserbaidschan geleast wurde. Ab 2003 in Ostend abgestellt und später zerlegt worden. HB-IDG flog ebenfalls für Capitol (N922CL) und Nationair (C-GMXR), von 1991 bis 1992 als CX-BQN für die uruguayische PLUNA, danach auch Buffalo Airways (N922BV) und Cargo Lion (LX-TLB), bevor sie 2001 in Luxemburg abgestellt und nach Manston-Kent überführt wurde, wo sie 2006 zerlegt wurde. |
| Boeing 747-257B                  | 2                           | 1971     | 1984       | Erstes Grossraumflugzeug der Swissair. Mit einer Länge von 71 Meter, einer Spannbreite von 60 Meter und Höhe von 19 Meter konnte sie 361 Passagiere (40F/321Y) über 9100 Kilometer weit transportieren (7700 Kilometer bei Standard-Nutzlast). HB-IGA „Genève“ stiess am 29. Januar 1971 zur Flotte, HB-IGB „Zürich“ am 25. März 1971. Der kommerzielle Erstflug erfolgte am 1. April 1971 mit dem Flug Zürich-Genf-New York. 1979 wurde eine weitere Einheit mit Option auf eine vierte bestellt, wobei dies im Folgejahr in Bestellungen für 5 B-747-B SUD (später B-747-357) umgewandelt wurde. 1980 wurde das Oberdeck mit Erstklass-Liegesitzen, sogenannten Slumberettes ausgestattet. Ursprünglich war dort eine Lounge mit Bar für die First-Class-Passagiere eingerichtet, zeitweise sogar ein Raclette-Stübli. 1982 wurden beide Maschinen verkauft und bis zum Eintreffen der B-747-357 zurückgemietet. HB-IGA verliess am 1. Januar 1984 die Flotte und wurde als LX-SAL von Salenia an Air National und Egypt Air vermietet, bevor sie als N303TW für TWA und nochmals Nation Air flog. 1993 war sie als TF-ABK für Saudi Arabian Airlines im Einsatz, bevor sie wieder bis 1998 für TWA flog. 1998 war sie als LV-YSB für Aerolíneas Argentinas im Einsatz. Seit 1999 in Marana abgestellt. HB-IGB flog als OH-KSA für National und als SU-GAK für Egyptair, danach als N304TW für TWA und ab 1993 als TF-ABL für Air Atlanta Icelandic wo sie an Saudi Arabian Airlines vermietet wurde. Wurde in Ardmore abgestellt und ab 1995 zerlegt |
| McDonnell Douglas DC-10-30       | 14 (4 waren ER-Versionen)   | 1972     | 1992       | Dreimotoriges Grossraumflugzeug. Mit einer Länge von 55 Meter, einer Spannweite von 50 Meter und einer Höhe von 18 Meter konnte sie 235 Passagiere (28F/207Y) über 9350 Kilometer transportieren (7700 Kilometer mit Standard-Nutzlast). Die erste Maschine (HB-IHA „St. Gallen“) traf am 9. Dezember 1972 ein. Drei weitere stiessen 1973 zur Flotte: HB-IHB, C und D. Eine fünfte Maschine (HB-IHE) kam 1974 dazu. 1975 wurden drei weitere Maschinen fabrikneu übernommen: HB-IHF, G und H. Mit der HB-IHI stiess 1977 eine 9te Maschine zur Flotte. 1980 kamen zwei weitere Einheiten dazu: HB-IHL und M, die später zu ER-Versionen umgebaut wurden. Das ER stand für Extended Range. 1981 wurden in der First Class als „Sky Dreamer“ genannte verstellbare Ruhesessel eingebaut. 1982 stiessen mit HB-IHN und O zwei fabrikneue Maschinen der ER-Version zur Flotte, mit denen bei höherem maximalem Startgewicht die Reichweite um 1400 Kilometer erhöht werden konnte. Diese ersetzten die ältesten Einheiten in der Flotte: So wurde HB-IHA 1983 an die Ecuatoriana verkauft, wo sie als HC-BKO bis 1996 flog, bevor sie als PP-SFB noch für kurze Zeit für die brasilianische VASP im Einsatz war. HB-IHL und M wurden zu ER-Versionen umgebaut. Mit Einführung der Business Class wurde bei einer Die Besatzung von 3 Cockpit / 11 Kabine die Kapazität auf 221 Pax angepasst (22F/63C/136Y). Die Anzahl Sitze pro Reihe waren 2/2/2 in der First, 2/3/2 in der Business und 2/5/2 in der Economy. Wegen Lieferverzögerungen der MD-11 wurde 1989 von der SAS eine DC-10-30 gemietet (HB-IHP, ehemals LN-RKA). Diese ging 1991 an Northwest und flog als N211NW, bevor sie 2007 in Mojave zerlegt wurde. Mit dem Ausscheiden der DC-10-Flotte verschwand das historische Kürzel „DC“ (Douglas Commercial), das seit 1935 ein fester Bestandteil der Flugzeugflotte war. Als 1991 die ersten MD-11 eintrafen schieden nach und nach DC-10 aus der Flotte aus: HB-IHC flog als N220NW bis 2002 bei Northwest, danach an die Charlotte Aircraft Corporation verkauft wo sie als N220PR abgestellt ist. HB-IHE flog als N221NW ebenfalls bei Northwest und wurde 2005 aus dem Verkehr genommen. HB-IHF flog als N223NW bis 2006 für Northwest, danach für ATA Airlines bis 2008 und schliesslich für World Airways. HB-IHG flog als N224NW ebenfalls für Northwest, ab 2007 für ATA und ab 2008 für World Airways. Die ER-Version HB-IHO ging als N83071 an Continental wo sie bis 2002 im Einsatz war, bevor sie in Roswell abgestellt wurde. 1992 verliessen die letzten fünf Maschinen die Flotte: HB-IHH flog bis 2007 als N225NW für Northwest, danach als N706TZ für ATA Airlines, wurde kurzzeitig in Mojave abgestellt, bevor sie ab 2008 für World Airways im Einsatz war; wurde 2010 in Mojave zerlegt. HB-IHI flog als N227NW bis 2007 für Northwest, bevor sie ausrangiert wurde. HB-IHL flog als N226NW bis 2007 für Northwest, dann als N701TZ bis 2008 für ATA Airlines und ab 2009 als N139WA für World Airways und wurde am 6. Mai 2009 in Baltimore/Washington International schwer beschädigt und daraufhin verschrottet. HB-IHL flog als N15069 bis 2002 für Continental und wurde danach in Mojave abgestellt. Auch HB-IHN ging an Continental und flog als N87070 bis 2002, bevor sie in Roswell abgestellt wurde |
| Douglas DC-9-41                  | 4                           | 1974     | 1975       | Eine für SAS gefertigte um 2& Meter gestreckte Version der DC-9-32. Wurde von Swissair bis zur Ablieferung der DC-9-51 für 8-12 Monate von SAS gemietet. Vier Maschinen (HB-IDV bis Y) wurden per Ende 1974 eingesetzt und im Laufe des Jahres 1975 wieder an SAS retourniert. Alle vier Maschinen wurden 1991 von der SAS an Northwest verkauft |
| Douglas DC-9-51                  | 12                          | 1975     | 1988       | Eine mit einer Länge von 40,7& Meter gestreckte Version der DC-9-32, die für 120 Passagiere (12F/108Y) und einer Reichweite von 1100 Kilometer bei Standard-Nutzlast ausgelegt war. Die Swissair war Erstbestellerin dieses Typs. Die ersten Maschinen wurden 1975 ausgeliefert: HB-ISK, L, M, N und O. Drei weitere fabrikneue Einheiten stiessen 1976 dazu: HB-ISP, R und S. Zwei weitere (HB-IST und U) wurden 1977 in den Dienst gestellt. 1979 wurden 2 weitere Einheiten angeschafft: HB-ISV und W. Als 1983 die A-310 zur Flotte stiessen, wurden 5 Maschinen an die amerikanische Muse Air verkauft: HB-ISP und ISR verliessen bereits 1983 die Flotte. Beide flogen als N670MC und N671MC auch für TranStar Airlines, Eastern Air Lines und Continental, bevor sie 1991 in El Paso abgestellt wurden, bevor sie ab 2992 bis 2008 für Northwest im Einsatz waren, bevor sie für Delta noch bis 2012 flogen. Seither sind beide Maschinen in Marana abgestellt. HB-ISS ging 1984 an Muse Air wo sie als N672MC bis 1987 im Einsatz war, danach für Linea Aeropostal Venezolana und schliesslich ab 1988 für Hawaiian wo sie bis 2001 im Einsatz war, bevor sie in Mojave abgestellt und zerlegt wurde. Die verbliebenen Maschinen wurden 1985 verkauft und bis zu ihrem Ausscheiden zurück gemietet. 1986 ersetzten weitere DC-9-81 die kleineren DC-9-51, weshalb HB-ISK, T und U die Flotte verliessen und für Hawaiian Airlines flogen: Erstere war als N669HA bis 2001 im Einsatz, bevor sie 2004 in Mojave zerlegt wurde. HB-IST flog als N679HA ebenfalls bis 2001 für Hawaiian und ist seither in Mojave abgestellt. HB-ISU flog als N689HA bis 1993 für Hawaiian, danach war sie bis 1997 als N919PJ für National Airlines und Sun Jet International im Einsatz, bevor sie zerlegt wurde. 1987 wurden zwei Einheiten an SAS verkauft: HB-ISL und ISN flogen als OY-CTA „Turgeis Viking“ und OY-CTB „Ingvar Viking“, bevor beide 1990 als I-SMEO und I-SMEJ für Alisarda und ab 1991 für Meridiana flogen. Erstere flog als PZ-TCK ab 1999 für Suriname Airways, bevor sie seit 2003 in Lake City abgestellt wurde. Letztere flog als UR-BYL ab 1999 für Hunair Hungarian Airlines, Khors Aircompany (Ukraine), Aero Asia International (Pakistan) und ab 2008 für Sky Georgia wo sie heute noch im Einsatz ist. Als 1988 die Fokker 100 zur Flotte stiessen wurden die restlichen vier DC-9-51 abgestossen: HB-ISM flog zunächst als SU-BKK für die egyptische North African, ab 1989 als EC-246 und EC-ENZ für Spanair, danach als I-SMEE für Alisarda und Meridiana und ab 2000 als YV-42C und YV138T für die venezolanische Aeropostal. HB-ISO war als SE-DFO und OY-CTD mit Taufname „Stavar Viking“ für die SAS im Einsatz, ab 1990 als N601AP für Hawaiian Airlines bis 2001, danach in Mojave abgestellt und 2004 zerlegt. HB-ISV ging als YV-40C zur Linea Aeropostal Venezolana, ab 1992 in Fort Worth abgestellt, bevor sie ab 2005 als N600TR für Northwest im Einsatz war, danach ab 2008 für Delta Air Lines, bevor sie 2013 in Marana abgestellt wurde. HB-ISW ging auch zur Linea Aeropostal Venezolana als YV-41C, bevor sie 1991 als N603DCzur Hawaiian Airlines ging wo sie bis 2001 geflogen wurde, danach in Mojave parkiert und 2008 zerlegt |
| McDonnell Douglas DC-9-81/82/83  | 26                          | 1980     | 1998       | Ursprünglich als DC-9-81 (DC-9 Super 80) bezeichnete verlängerte Version der DC-9-51. SR war Erstbestellerin und ermöglichte mit einer Initial-Bestellung von 15 Maschinen die Lancierung dieses Typs. Die Maschine wurde für 135 Passagiere (12F/123Y) und eine Reichweite von 3300 Kilometer (1200 Kilometer bei Standard-Nutzlast) konzipiert. Wie die DC-10, war dieser Flugzeugtyp bereits für „Nebellandungen“, also für Landungen unter den Sichtbedingungen der ICAO-Kategorie IIIA zugelassen. Die erste Maschine HB-INC wurde am 12. September 1980 übernommen. Zwei weitere HB-IND und E kamen Ende 1980 hinzu. Die ursprünglich als HB-INA und B vorgesehenen Maschinen verunfallten vor der Ablieferung bei Testflügen. Im Jahre 1981 stiessen 11 Maschinen zur Flotte: HB-INF bis I, HB-INK bis P sowie die HB-INA. Die letzte Maschine der Initialbestellung (HB-INB) traf 1982 ein, wurde aber kurz darauf an die Tochtergesellschaft BALAIR vermietet, wo sie bis 1995 Im Einsatz war, bevor sie als N921TW von 1997 bis 2003 für TWA und American Airlines flog. Seither ist die Maschine in Roswell abgestellt. Mit der Einführung der Business Class, konnte die Grösse der Kabine mit einem mobilen Vorhang je nach Nachfrage angepasst werden: 12F, 25-79C und 38-92Y. Im Zuge der Flottenerneuerungen stiessen ab 1986 weitere Maschinen zur Flotte, welche die älteren DC-9-51 ersetzten: HB-INS, T und U wurden 1986 ausgeliefert. 1988 verstärkten drei weitere Einheiten die Flotte: HB-INX, Y und Z. 1989 stiess mit HB-ISX die 22te Maschine zur Flotte. Zur Abdeckung von Modifikationsstandzeiten bei der Fokker 100-Flotte wurde von April bis Oktober 1989 eine MD-82 der holländischen Martinair eingemietet (HB-MBZ), zwar mit Schweizer Kreuz und Swissair-Schriftzug versehen war, aber sonst die Martinair Farben behielt. Nach der Ankunft der ersten A321 und A320 verliess am 22. März 1995 die erste Maschinen die Flotte: HB-ING wurde an SAS verkauft und flog bis 2000 als OY-KIG, danach als N812ME für Midwest Express Airlines, ab 2003 für Midwest Airlines und ist seit 2011 als N682RW im Besitz der Olympia Aviation in den USA. Vier weitere Maschinen gingen 1995 an SAS: HB-INH flog als OY-KIH, ab 2001 als N813ME für Midwest Express Airlines und Midwest Airlines und ist seit 2009 in Blytheville, Arkansas abgestellt. HB-INI flog als OY-KII; ab 2001 als HK-4237X für die kolumbianische Aero República. HB-INK flog als SE-DMZ; ab 2001 ebenfalls bei Aero República (HK-4238X). HB-INL flog als SE-DMY; ab 2001 als N814ME für Midwest Express Airlines und Midwest Airlines, war zwischendurch auch an Express One International vermietet; seit 2008 in Blytheville abgestellt. 1996 verliessen weitere Einheiten die Flotte: HB-INB wurde an McDonnell Douglas veräussert (N531MD) und war ab 1997 als N921TW für TWA und ab 2001 für American Airlines im Einsatz, bevor sie 2003 ausser Dienst gestellt und in Roswell abgestellt wurde. HB-INC, E und F gingen an SAS und flogen bis 2000 als SE-DMX, OY-KIK und SE-DMU, danach ab 2002 als HK-4265, HK-4255 und HK-4259 für Aero República. HB-ISX wurde zur MD-83 umgebaut und flog für Crossair und trug als einzige Maschine die alte und neue Bemalung beider Airlines und ab 2002 auch diejenige von Swiss. Ab 2004 als LZ-LDX für Bulgarian Air Charter und ab 2005 für die iranische Kish Air im Einsatz, ab 2009 als UR-CHR für die ukrainische Khors Aircompany und schliesslich seit 2010 als EP-LCI wieder für Kish Air. HB-IUG und H wurden ebenfalls zu MD-83 umgebaut und flogen für Crossair und ab 2002 für Swiss. HB-IUG flog ab 2004 als 9A-CBE für die kroatische Air Adriatic, ab 2005 als TC-FLN für die türkische Fly Air und schliesslich ab 2006 als LZ-LDG für Bulgarian Air Charter. HB-IUH trug bis 2000 einen roten McDonald’s-Spezialanstrich, bevor sie 2002 zur Swiss stiess. Ab 2005 ebenfalls bei Fly Air im Einsatz (TC-FLO), ab 2007 als LZ-LDH für Bulgarian Air Chartzer und Kish Air, ab 2009 als UR-BXO für die ukrainische Bukovyna und ab 2012 als EP-LCO wieder für Kish Air. 1997 verliessen weitere Flugzeuge die Flotte: HB-INA wurde von SR Technics zu einer MD-82 modifiziert und an TWA verkauft wo sie als N924TW flog; ab 2001 für American Airlines und seit 2003 in Roswell abgestellt. HB-IND ging zur SAS wo sie als SE-DMT bis 2000 flog, danach als TF-MDA bei isländischen MD Airlines, ab 2002 wiederum als SE-DMT für Nordic Airlink (FlyNordic), ab 2004 für Nordic Leisure, wo sie zwischendurch auch für Germanwings im Einsatz war und schliesslich ab 2010 für Air Sweden. HB-INM wurde an die argentinische Dinar Lineas Aereas verkauft wo sie als LV-WTY bis 2002 im Einsatz war, danach in Shannon geparkt und 2006 zerlegt. HB-INN, O, P, S, T und U wurden wie HB-INA zur MD-82 umgebaut und flogen für TWA und American Airlines als N928TW, N922TW, N929TW, N926TW, N925TW resp. N927TW; seit 2003 in Roswell abgestellt. HB-INZ flog ab 1995 für Crossair wurde 1997 zur MD-82 umgebaut und wurde an Spanair verkauft, wo sie als EC-HVX bis 2001 im Einsatz war, danach ab 2003 wiederum als HB-INZ bei Swiss, ab 2005 als LZ-LDA für Bulgarian Air Charter und Kish Air, ab 2009 als UR-CHS für die ukrainische Khors Aircompany |
| Airbus A310-221                  | 5                           | 1983     | 1995       | SR war Erstbestellerin mit 10 Maschinen, die später zum Teil zu -300er Version umgewandelt wurden. Erster Grossraum-Typ der für ein 2-Mann-Cockpit ausgelegt wurde und neue Technologie mit grossen Bildröhren mit elektronischer Darstellung anstelle von herkömmlichen elektromagnetischen Flug- und Navigationssystemen hatte. Diese „Kurz- bis Mittelstreckenversion“ wurde ursprünglich für 212 Passagiere (22F/190Y) ausgelegt, wurden dann aber in drei Klassen ausgeliefert mit einer Kapazität von 204 Sitzen (16F/188 C&Y). Die Anzahl Sitze pro Reihe waren 2/2/2 in der First und 2/4/2 in der Business und Economy, wobei die Klassen per verstellbaren Vorhang abtrennbar waren. Somit konnte die Kabine je nach Nachfrage in 39-115C und 73-149Y unterteilt werden. Bei einer Besatzung von 2 Cockpit/8 Kabine und einer max. Pax-Nutzlast lag die Reichweite bei 4780 Kilometer. Die erste Maschine (HB-IPA) wurde am 25. März 1983 geliefert, gefolgt von HB-IPB, C und D später im gleichen Jahr. Eine fünfte Maschine (HB-IPE) stiess 1984 dazu. 1994 wurden alle Flugzeuge verkauft und bis zum Ausscheiden zurückgemietet (Operating Lease). Alle Maschinen schieden 1995 aus der Flotte: Drei Maschinen wurden an FedEx verkauft und zu Frachtern umgebaut; die restlichen zwei an die Leasinggesellschaft retourniert. HB-IPA war als N446FE bis 2010 im Einsatz, bevor sie in Victorville, Kalifornien abgestellt wurde. HB-IPB flog als N447FE bis 2012, bevor sie ebenfalls nach Victorville verschoben wurde. HB-IPD war als N448FE bis 2010 für FedEx im Einsatz und ist seither auch in Victorville. HB-IPC wurde von ILFC zunächst an Air Liberté vermietet wo sie als F-GOCJ bis 1996 im Einsatz war. Danach wurden sie an FedEx verkauft und zum Frachter umgebaut wo sie ab 1997 als N449FE bis 2009 im Einsatz war, 2010 in Victorville zerlegt. HB-IPE wurde von ILFC ebenfalls an Air Liberté vermietet wo sie als F-GPDJ auch bis 1996 im Einsatz war. Danach ebenfalls an FedEx verkauft und zum Frachter umgebaut wo sie als N450FE bis zum 26. Mai 2015 im Einsatz war; seither in Victorville abgestellt |
| Boeing 747-357                   | 5 (3 waren Combi Versionen) | 1983     | 2000       | SR war Erstbestellerin der vergrösserten 747, die zunächst als B-747-B SUD bezeichnet wurde. Das SUD stand für Stretched Upper Deck. 1980 wurden 5 Maschinen bestellt, 3 davon als Combi-Version. Die Full Pax-Version wurde ursprünglich für 378 Passagiere ausgelegt (38F/340Y), die Combi-Version für 264 Passagiere (38F/226Y) und 6 Paletten Fracht im Hauptdeck. Die ersten 2 abgelieferten Maschinen, HB-IGC „Bern“ und IGD „Basel“, trafen im März 1983 ein und waren Combi-Versionen. Die Full-Pax-Versionen HB-IGE „Genève“ und IGF „Zürich“ wurden Ende 1983 geliefert. Nach der Einführung der Business Class wurde die Konfiguration der Full-Pax auf 375 Pax (36F/63C/276Y; davon 69Y im Upper Deck) ausgelegt. Die Anzahl Sitze pro Reihe waren 2/2/2 in der First, 2/4/2 in der Business und 3/4/3 in der Economy (3/3 im Upper Deck). Mit einer Besatzung von 3 Cockpit / 17 Kabine lag die Reichweite bei maximaler Pax-Nutzlast bei 11'170 Kilometer. 1987 stiess mit HB-IGG „Ticino“ eine weitere Combi-Version zur Flotte. 1990 wurde der Abstand zwischen den Sitzreihen in der Business vergrössert und die Zahl der Sitze pro Reihe von 8 auf 7 reduziert (neu 2/3/2). Von den fünf Flugzeugen waren 3 als Financial Lease gemietet. 1994 wurde eine der drei gemieteten Flugzeuge zurückgekauft. 1997 wurde entschieden, dass die Jumbos vorzeitig abgelöst werden sollen. Aus diesem Grund wurden neun A340-600 bestellt und als Überbrückung von LTU vier MD-11 übernommen. Der letzte kommerzielle Boeing 747-Flug fand am 9. Januar 2000 statt als Flug SR121 von Atlanta nach Zürich. HB-IGC und IGD wurden an Dartmore Associates verkauft, welche sie als N270BC und N705BC an Northwest Airlines weiterverkaufte. Ab 2001 wurden sie in Marana als Ersatzteilspender verwertet und 2011 verschrottet. HB-IGE wurde zunächst in Châtoroux abgestellt flog aber von 2000 bis 2003 als ZS-SKB für South African Airways, bevor sie als N747GT in Marana parkiert und 2005 verschrottet wurde. HB-IGF wurde ebenfalls zunächst in Châtoroux abgestellt, bevor sie als ZS-SKA ebenfalls für SAA im Einsatz war. Ab 2003 als TF-ARS im Besitze von Air Atlanta Icelandic, welche sie für Saudi Arabian Airlines, Iberia, Air Algérie, Garuda Indonesia und Air Atlanta Europe operierte. Während eines Wet-Leases an Saudi Arabian Airlines Arabian Airlines bei einer Landung in Dhaka im März 2008 fing ein Triebwerk Feuer und wurde schwer beschädigt und 2010 verschrottet. HB-IGG ging auch an Dartmore, welche sie von 1999 bis 2007 als D2-TEB an TAAG Angola Airlines vermietete. Seither in Johannesburg in intaktem Zustand aber ohne Triebwerke stillgelegt |
| Airbus A310-322                  | 6                           | 1985     | 2000       | Im Gegensatz zur „Europa“-Version handelte es sich hier um eine Variante mit einer um 2500 Kilometer auf 7200 Kilometer gesteigerten Reichweite. Sie wurde demzufolge als „A310 Intercontinental“ bezeichnet und wurde für die Routen nach Afrika und den Mittleren Osten angeschafft. Die Sitzplatzkapazität wurde um 32 auf 172 Sitze vermindert (22F/61C/89Y). Die erste Maschine, HB-IPF, wurde am 16. Dezember 1985 geliefert, eine weitere (HB-IPG) am 20. Dezember 1985. Zwei weitere Maschinen folgten im Januar 1986: HB-IPH und IPI. Ab 1990 wurde die zweimotorige A310 erstmals auf Transatlantikflügen nach Montreal und Toronto eingesetzt, was damals ein Meilenstein war und bis 1985 aufgrund der Umwege (siehe ETOPS) drei- oder viermotorigen Maschinen vorbehalten war. Als Balair 1993 ihre Flotte erneuerte, übernahm Swissair die frei werdende und schwer verkäufliche HB-IPK. Mit der Ankunft der A330 schieden die A310 aus der Flotte: HB-IPF wurde zunächst als D-ASRA an Hapag-Lloyd vermietet und später an ILFC verkauft. Seit 1999 war sie als UN-A3101 bei Air Kazakstan im Einsatz. HB-IPG wurde an Airbus verkauft welche sie als F-WIHT an Armenian Airlines vermietete, bevor sie als F-WQTB 2004 in Toulouse zerlegt wurde. HB-IPH wurde an ILFC verkauft welche sie als A4O-OA an Oman Air vermietete, ab 2000 als PK-AWA für die indonesische AWAIR (Air Wagon International) im Einsatz war, danach kurz als S7-RGR für Region Air in Singapore und als N409AN in Mojave abgestellt. HB-IPI wurde ebenfalls an ILFC verkauft, welche sie an Oman Air (A4O-OB), Vietnam Airlines (S7-RGR), AWAIR (PK-AWR), Lion Air (PK-LEO), Region Air (S7-RGQ) vermietete und danach in Mojave abstellte. Ab 2005 wiederum im Einsatz als N410AN für Nader Omer Al-Bazz aus Jordanien und kurz darauf als OE-LMP bei der österreichischen MAP Jet. Ab 2007 war sie in Brüssel abgestellt und 2015 schliesslich zerlegt. HB-IPK ging an die Boeing Capital und wurde als D-ASRB an Hapag-Lloyd vermietet. Danach als UN-A3102 für Air Kazakstan und Kokshetau Airline im Einsatz. Schliesslich als F-WQVC in Châteauroux zerlegt. HB-IPN wurde an Airbus verkauft und als F-OHPX für Aircalin im Einsatz. Ab 2003 bis 2010 als OK-YAC an CSA vermietet. Seit 2010 als S2-AFF für United Airways aus Bangladesch im Einsatz |
| Fokker 100                       | 10                          | 1988     | 1996       | Weiterentwicklung der Fokker 28. SR war Erstbestellerin dieses Typs der 1984 als Nachfolger der verbliebenen DC-9-32 in Auftrag gegeben und mit 84 Plätzen konzipiert wurde für den Einsatz in Europa vorgesehen war. Wegen Lieferungsverspätung verzögerte sich die Ablösung der älteren DC-9 bis 1988. Die erste Maschine (HB-IVA) wurde am 1. März 1988 geliefert. Die restlichen bestellten Einheiten waren bis im November des gleichen Jahres ausgeliefert: HB-IVB bis H. 1992 wurden mit HB-IVI und K zwei weitere fabrikneue Maschinen integriert. Mit dem Entscheid, den Betrieb des Linienverkehrs mit Flugzeugen unter 100 Sitzen an die Crossair zu übertragen, wurden die Maschinen obsolet, denn die Crossair bestellte 1995 12 Avro RJ100. 1996 wurden alle Maschinen veräussert: HB-IVA flog als I-ALPK bis 2010 für Alpi Eagles, zwischendurch auch für Air Dolomiti. Seither als N281AP im Besitze der Bank of Utah, aber nicht mehr in Betrieb. HB-IVB flog als I-ALPL ebenfalls für Alpi Eagles und Air Dolomiti und wurde bei einer Landung am 7. November 1999 in Barcelona beschädigt als das rechte Fahrwerk einbrach. Bis 2010 war sie als G-CGSL im Besitz der englischen Aircraft Maintenance Services, danach als N282AP im Besitze der Bank of Utah abgestellt. HB-IVC und D waren kurze Zeit als F-WQFL resp. F-WQBP für die französische TAT European Airlines im Einsatz, bevor sie als I-ALPX und I-ALPZ bei Alpi Eagles im Einsatz waren. HB-IVE ging als V8-RB3 an Royal Brunei und flog danach von 2000 bis 2010 als I-ELGF für Alpi Eagles, zuletzt als ZS-JEN für die südafrikanische AirQuarius. HB-IVF flog als I-ALPS bis 2010 für Alpi Eagles, ab 2011 ebenfalls für AirQuarius als ZS-GAV. HB-IVG flog als V8-RB4 für Royal Brunei und ab 2000 als I-ALPW für Alpi Eagles. HB-IVH, die einzige Fokker-Maschine, welche bereits die neuen Swissair-Farben trug, flog als F-WQFP zunächst für TAT, ab 1997 als I-ALPQ für Alpi Eagles und schliesslich ab 2011 als ZS-ERI für AirQuaris. HB-IVI und K waren zuerst als F-GKHD und F-GKHE für Corse Mediterranee, ab 2003 resp. 2004 bis 2011 für Brit Air aber in Air France-Farben im Einsatz. Erstere wurde 2013 in Bratislava zerlegt. Der letzte kommerzielle Flug einer Swissair-Fokker 100 fand am 17. September 2016 statt. Insgesamt absolvierte die Fokker 100-Flotte seit 1988 rund 135'000 Flüge unfallfrei |
| McDonnell Douglas MD-11          | 16                          | 1991     | 2002       | SR war Erstbestellerin mit einer Initialbestellung von 6 Maschinen im Jahre 1986, die 1987 bereits auf 12 ausgeweitet wurde. Damit wurde der natürliche Nachfolger für die DC-10-Langstreckenflotte gefunden. Das Flugzeug wurde mit einem Cockpit für eine Zweierbesatzung ausgelegt und hatte eine Reichweite, die es erlaubte, von der Schweiz aus mit Volllast ohne Zwischenlandung bis nach Hongkong oder Tokio zu fliegen. Zudem verbrauchten die MD-11-Flugzeuge im Durchschnitt 10 % weniger Treibstoff pro Flugstunde als die DC-10. Die erste Maschine (HB-IWA „Obwalden“) wurde am 7. März 1991 geliefert. der erste kommerzielle Flug erfolgte am 21. März 1991. 1991 wurden total 9 Maschinen (HB-IWA bis K) geliefert, davon waren 5 geleast. Dank der Reichweite der MD-11 konnten viele Ziele erstmals non-stop angeflogen werden. So wurden Jakarta und Anchorage am 21. Juni ein letztes Mal und Beijing erstmals ohne Zwischenhalt angeflogen. Am 27. Oktober 1991 erfolgte der erste Non-stop-Flug nach Johannesburg und am 30. Oktober 1991 der erste nach Hongkong. 1992 stiessen die letzten bestellten Einheiten zur Flotte: HB-IWK, L und M. 1994 stiess mit HB-IWN eine weitere fabrikneue Maschine zur Flotte. Um Taipeh in Taiwan anzufliegen und um die Verkehrsrechte mit China nicht zu gefährden wurden drei Maschinen (HB-IWG, L und N) ab 1995 mit einem Swissair Asia Anstrich versehen: Anstelle des Schweizer Kreuzes am Leitwerk prangte ein weisses chinesisches Schriftzeichen auf rotem Grund. 1997 verstärkten drei fabrikneue Flugzeuge (HB-IWO, P und Q) die Flotte. Um die B-747 der Flotte vorzeitig abzulösen, wurden von der LTU vier Flugzeuge übernommen: Ab Ende 1998 stiessen mit HB-IWR, S, T und U vier Flugzeuge zur Flotte, welche zuvor für LTU im Einsatz waren. Im Gegensatz zu den bisherigen Flugzeugen, hatten diese Einheiten ein kleineres Frachttor und keine Crew-Bunks für die Kabinenbesatzung installiert und wurden mehrheitlich für Flüge an die amerikanische Ostküste eingesetzt. Eine Maschine stürzte im September 1998 vor Halifax (Kanada) ins Meer (SR111). Mit der Ablieferung der Airbus 340-600 wären sukzessive Einheiten ausgemustert worden. Die von LTU übernommenen HB-IWR/S/T/U hätten die Flotte im Jahre 2002 verlassen sollen – die restlichen Maschinen bis 2005. Die komplette MD-11 Flotte hätte zu Frachtern umgebaut und an FedEx geliefert werden sollen. Einige Maschinen waren von 2002 bis 2004 noch bei der Swiss im Einsatz. Der Rest der Flotte wurde nach Mojave geflogen und parkiert. HB-IWR war zum Zeitpunkt des Swissair Groundings in Johannesburg in der Überholung und wurde vorerst zurückbehalten. Erst am 5. Mai 2003 wurde sie nach Zürich überflogen und drei Tage später ebenfalls nach Mojave überführt |
| Airbus A321-111                  | 12                          | 1995     | 2002       | Als Ersatz der MD-81 bestellt. Die ursprüngliche Bestellung umfasste 19 Einheiten, doch später wurden viele Bestellungen in die kleineren A320 und A319 umgewandelt. Am 25. Januar 1995 übernahm die Swissair ihre erste von vorerst fünf A321 (HB-IOA bis E). 1997 kamen drei weitere Flugzeuge dazu: HB-IOF, G und H. 1998 wurde die Flotte um 2 weitere Flugzeuge ausgebaut: HB-IOI und J. Mit HB-IOK und L stiessen 1999 die letzten zwei Einheiten zur Flotte. Einige fliegen noch bei der Swiss |
| Airbus A320-214                  | 20                          | 1995     | 2002       | Als Ersatz der MD-81 bestellt. Die ursprüngliche Bestellung umfasste 7 Einheiten, wurde aber danach erweitert. Die erste Maschine wurde am 1. Juni 1995 übernommen. 1995 stiessen insgesamt sechs Einheiten zur Flotte: HB-IJA bis F. Im Folgejahr weitere acht: HB-IJG bis N. 1997 Kamen weitere 5 Maschinen dazu: HB-IJO bis S. 1999 wurde mit HB-IJT die 20. und letzte Maschine erworben. Einige fliegen noch bei der Swiss |
| Airbus A319-112                  | 9                           | 1996     | 2002       | Die ursprüngliche Bestellung umfasste lediglich A321 und A320 wurde aber später abgeändert und beinhaltete auch diese gegenüber der A320 um 4 Meter verkürzte Version. Die Swissair erhielt am 25. April 1996 das allererste Exemplar (HB-IPV) und war gleichzeitig die erste Fluggesellschaft der Welt, welche alle drei Versionen der A320-Familie im Einsatz hatte. 1996 wurden die ersten 5 Maschinen geliefert: HB-IPV bis Z. 1997 drei weitere: HB-IPS, T und U. Die 9. und letzte Maschine (HB-IPR) kam 1999 zur Flotte. Einige flogen noch bis 2020 bei Swiss. |
| Airbus A330-223                  | 16                          | 1998     | 2002       | 1996 wurden 9 Einheiten als Nachfolger der A310 Intercontinental bestellt. 1997 wurde die Bestellung auf 13 erhöht und 1998 auf 15. 1998 wurden die ersten drei Maschinen geliefert: HB-IQA «Valais», IQB «Glarus» und IQC «Zug». Der erste kommerzielle Einsatz einer A330 fand im Oktober 1998 statt. 1999 wurden 10 weitere Maschinen in Betrieb genommen: HB-IQD-K und M, N. Mit 88-90 dB lag die Lärmbelastung dieses Langstreckenflugzeugs deutlich unter den Werten, welche die MD-11 (99 dB) und die Boeing 747 (103 dB) am gleichen Messpunkt erreichten. Die Senkung der gemessenen Werte wurden vom menschlichen Ohr als Halbierung des Lärms empfunden. Nebst leiseren Triebwerken war die deutlich grössere Steigleistung dafür verantwortlich: Verglichen mit einer B747 überflog die A330 die Siedlungen nach dem Start doppelt so hoch. 1999 wurde nochmals eine Bestellung von 10 Maschinen in Auftrag gegeben, welche bis ins Jahre 2003 abgeliefert werden sollten. Um das Langstreckenprogramm zu erweitern wurden im Jahre 2000 die HB-IQO und im Jahre 2001 die HB-IQP in die Flotte integriert. Einige Flugzeuge flogen noch bei der Swiss, wurden aber inzwischen durch A330-300 ersetzt |
| Airbus A340-600                  | bestellt 9                  | für 2002 |            | Die Swissair bestellte im Jahre 1997 neun Flugzeuge als Nachfolger der MD-11 und wäre Erstkunde gewesen. Zudem wurden Optionen für weitere 8 Maschinen deponiert, welche im Bedarfsfall auch in A340-300 umgewandelt werden konnten. Mit einer Länge von 75,3 Meter und einer Spannweite 63,6 Meter wäre es das längste Flugzeug der Swissair geworden. Mit einer Reichweite von 13'900 Kilometer wären Direktflüge nach Buenos Aires mit voller Zuladung möglich geworden. Im Vergleich zur MD-11 wäre der Lärmpegel beim Start mit Maximalzuladung auf 92 dB – bei gängigem Startgewicht von 340 sogar auf 89 dB reduziert worden. Auch bezüglich Schadstoffe wäre eine Verbesserung von Emissionsklasse 3 auf 4 erzielt worden. Die Sitzkonfiguration war mit 12 First, 48 Business und 247 Economy Sitzen vorgesehen. Ablieferungsdaten der ersten Einheiten waren wie folgt geplant: HB-IMA 27. Juli 2002, IMB 17. August 2002, IMC 7. September 2002, IMD 28. September 2002 und IME 19. Oktober 2002. Stattdessen wurde die erste Maschine an Virgin Atlantic geliefert |